# 징광 철로
징광 철로(중국어 간체자: 京广铁路, 정체자: 京廣鐵路)는 중국의 철도 노선으로 베이징 서역에서 광저우 역에 이르는 노선으로 전체 길이는 2,324km이다.

## 역사
징광 철로의 역사는 북쪽과 남쪽의 2개로 나눌 수 있다. 북쪽의 핑한선(平漢線) (베이징 - 한커우 구간)은 1897년 4월 착공, 1906년 4월 개통되었고, 1949년 4월 징한선(京漢線)으로 개칭되었다. 남쪽의 월한선(粤漢線)(우한 - 광저우 역 구간)은 1900년 7월 착공 이후 개통까지 장시간이 소요되었다. 1903년 광저우 - 싼수이 구간이 , 1911년 창사 - 주저우 구간, 1916년 광저우 - 사오관 구간, 1918년 우한 - 창사 구간이 각각 개통되었다. 마지막으로 주저우 - 사오관 구간이 1929년에 착공되어 전구간 개통은 1936년 4월에서야 이루어졌다. 1944년 대륙 작전으로 일본군이 월한선을 점령하였다. 1957년 10월 한커우와 우한 사이를 가로지르는 양쯔강에 우한창강대교가 개통되어, 징한선과 월한선이 연결되어, 징광 철로로 통합되었었다. 1996년 9월 1일에는 징광 철로의 수요 분산을 위해 징주 철로가 개통되어 영업을 개시하였다. 징주 철로는 징광 철로의 동쪽으로 100~300 km 이내에서 징광 철로와 나란히 달린다. 1997년부터 2005년까지 다섯 차례에 걸친 속도 향상의 결과, 베이징 서역-광저우 역 간 운행 시간이 40시간에서 22시간으로 단축되었다.
2012년 완공을 목표로 건설중인 베이징-홍콩 여객 전용선도 징광 철로와 거의 비슷한 노선으로 징광 철로와 동일한 주요 도시를 통과하게 된다. 이 노선은 도심지역을 피하고, 속도 향상과 거리 단축을 위하여 대선형을 갖도록 건설되고 있다. 기존의 역들은 기존 징광 철로의 열차만 담당하고 고속 열차는 새로 건축되는 역들에서 정차하게 된다. 우한-광저우 구간은 이미 2009년에 개통, 운영되고 있고 베이징-우한 구간은 2012년에 개통될 예정이다.

## 노선
북경과 상하이를 연결하는 징후 철로와 함께 중국 국내에서 중요한 노선의 하나이다. 베이징-허베이-허난-후베이-후난-광둥 이렇게 6개 성,시를 지난다. 전노선이 전철화된 구간이다. 현재 베이징-주룽(홍콩) 간의 직통열차(경구특쾌, 京九)가 이 구간에 운영되고 있다. 2003년 전에는 이 열차는 몇 군데 역에서 정차하였으나, 현재는 베이징에서 홍콩까지 직통으로 운행한다. 주요 역은 베이징 서역, 스자좡, 정저우 역(룽하이 철로와 교차), 우한, 창사, 광저우이다.

## 성 및 주요 도시
- 베이징시
- 허베이성: 바오딩시, 스자좡시, 싱타이시, 한단시
- 허난성: 안양시, 허비시, 신샹시, 자오쭤시, 정저우시, 쉬창시, 뤄허시, 주마뎬시, 신양시
- 후베이성: 광수이시, 샤오간시, 우한시, 셴닝시
- 후난성: 웨양시, 창사시, 샹탄시, 주저우시, 헝양시, 천저우시
- 광둥성: 사오관시, 칭위안시, 광저우시

## 사고
2009년 6월 29일 천저우 역에서 일어난 2개 열차의 충돌 사고로 3명이 사망하고 63명이 부상을 입었다.

## 같이 보기
- 중화인민공화국의 철도